# Château des comtes de Poitiers
Le château supérieur de Bourdeaux, dit improprement des comtes de Poitiers, est un château fort en ruine du XIIe siècle, dans le département de la Drôme.

## Nom
Le château semble avoir été édifié par la maison de Poitiers, dont ses membres portent le titre de « comte de Valentinois ». Il est dit château supérieur dans la littérature,.
La base Mérimée le désigne sous la forme château des comtes de Poitiers. Cette appellation est cependant un abus de langage dans la mesure où les Poitiers, comtes de Valentinois, ne portent pas le titre « comtes de Poitiers », qui appartient à la famille de Poitiers d'Aquitaine, avec qui elle n'a aucun lien.

## Situation
Les vestiges du château se trouvent au-dessus du château des évêques, au lieu-dit Le Chatelas, correspondant à une colline dominant le village de Bourdeaux,. La bute se situe à une altitude de 474 m, avec un léger profil en forme de crête, sur la rive gauche du Roubion
Le site a été viabilisé lors des journées de débroussaillage, organisées par la commune.
Le château permet le contrôle d'un carrefour de chemin et l'accès à un prieuré dépendant de l'abbaye de Savigny.

## Histoire

### Contexte
Le fief de Bourdeaux relève du comté de Diois et appartient à une famille du même nom. L'analyse des vestiges du château date l'édifice du XIIe siècle et on attribue sa construction à Aymar de Poitiers.
Les comtes de Valentinois connaissent des tensions avec les évêques de Die, puis de évêques de Valence-Die au cours des XIIIe – XIVe siècles, pour le contrôle de la région. La situation abouti à l'édification de deux châteaux, tout comme à Crest, l'un relevant des comtes, l'autre des évêques.
La première mention du château est celui d'un site fortifié, mota de Bordellis, en 1210,, dans le Cartulaire de Die. L'acte est un accord entre le comte Aymar II de Poitiers et l'évêques de Die, Humbert II, dans lequel ce dernier cède au comte la terre de Bourdeaux.
Le château des évêques, dit château inférieur, est mentionné sous la forme castrum de Bordelis lui est postérieur, mentionné en 1321, mais dont les fondations remontent au XIe – XIIe siècles.

### Forteresse des comtes de Valentinois
Amé/Amédée de Poitiers († v. 1350), fils d'Aymar IV, comte de Valentinois, obtient en 1324 plusieurs biens de son père, dont le château.
Aymar V, comte de Valentinois, met fin, à la suite d'une intervention du pape, en 1332, aux tensions opposant sa famille à l'Église de Valence et Die, représentée par l'évêque Aymar de La Voulte, un proche parent des Poitiers. Dans l'hommage rendu par le comte, le château est mentionné.
Le comte Aymar de Poitiers est mentionné dans une charte du 10 février 1333 comme le seigneur du château supérieur. La charte originale a disparu au cours de la Révolution française, il ne subsiste qu'une analyse du document aux Archives de l'ancienne Chambre des comptes du Dauphiné.
Le traité de Lyon, en 1356, met fin aux tensions entre le comte de Valentinois et le nouvel évêque de Valence, Louis de Villars,. Les pourparlers débute deux ans plus tôt, le comte obtient l'ensemble du fief de Crest et donne à l'évêque les châteaux de Bourdeaux ainsi que le village voisin de Bézaudun,. Il faut attendre 1358, pour que l'évêque par l'intermédiaire de représentants prenne possession de celui-ci.

### Destruction
Le château semble avoir été détruit au XIVe siècle. Selon la tradition locale, la destruction serait le fait, en 1396, de Raymond de Turenne et de ses troupes, qui parcouraient la région et auraient détruis plusieurs châteaux ou abbaye dont des maisons et les deux châteaux de Bourdeaux,. Toutefois, cette destruction n'est pas démontrée.
Selon cette tradition, le château supérieur, « en mauvais état », aurait offert peu de résistance, contrairement au château, qui sera incendié.

## Architecture

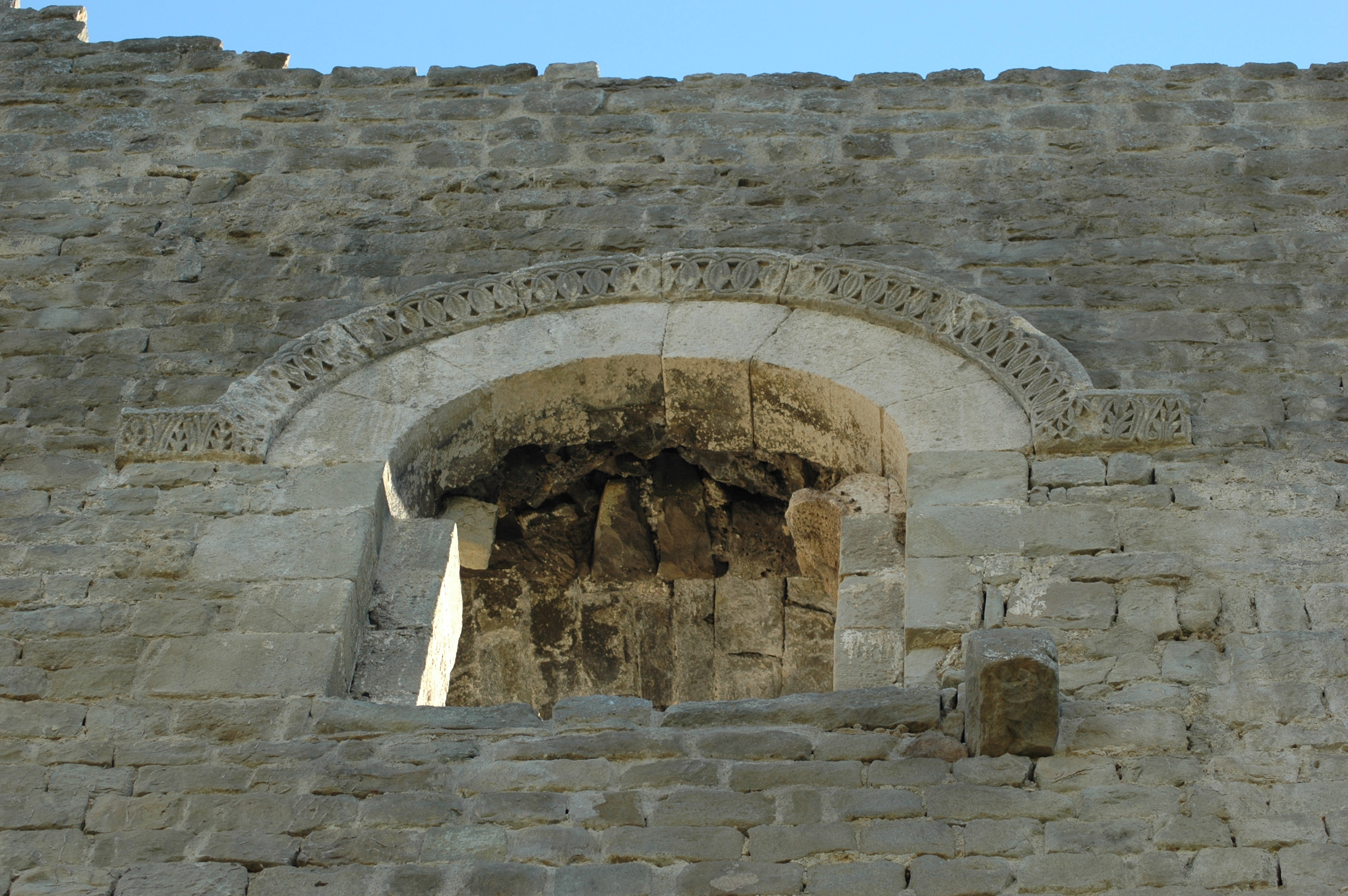
La fenêtre du donjon.

Du château subsiste, un pentagone (muraille) d'environ 2000 mètres carrés, avec une cour, flanqué de trois tours pleines (nord, nord-ouest et nord-est).
L'entrée principale se trouve à l'ouest. 
Au nord-est, un donjon rectangulaire, dont seul subsiste le mur est avec une archivolte à décor de palmettes et d'entrelacs. L'ensemble est daté du XIIe siècle.